# Hypnotize
Hypnotize és el cinquè àlbum del grup californià System of a Down i la segona part que completa el doble disc Mezmerize/Hypnotize. El seu llançament es va produir el 22 de novembre de 2005 per American Records i Columbia Records, sis mesos després del llançament de Mezmerize.
Hypnotize conté 12 noves cançons en una edició especial dissenyada per Vartan Malakian, pare del guitarrista Daron Malakian. Conté els singles Attack, Hypnotize, Lonely Day, Kill Rock'N'Roll i Vicinity of Obscenity. L'últim tema del disc, Soldier Side completa a Soldier Side - Intro, primer tema de l'àlbum Mezmerize.
L'àlbum va guanyar els discs d'or i de platí concedits per la RIAA el 13 de desembre de 2005 i va acabar l'any al primer lloc del Billboard. És el primer àlbum de System of a Down en el qual no hi apareixen guitarres acústiques.

## Llista de cançons
1. Attack – 3:06
2. Dreaming – 3:59
3. Kill Rock 'N Roll – 2:28
4. Hypnotize – 3:09
5. Stealing Society – 2:58
6. Tentative – 3:37
7. U-Fig – 2:55
8. Holy Mountains – 5:28| Valoracions acumulades   | Valoracions acumulades |
| Font                     | Valoració              |
| ------------------------ | ---------------------- |
| Metacritic               | 78/100                 |
| Valoracions de ressenyes |                        |
| Font                     | Valoració              |
| AllMusic                 | [ 2 ]                  |
| Entertainment Weekly     | B+                     |
| The Guardian             | [ 4 ]                  |
| Pitchfork                | 7.9/10                 |
| Playlouder               | [ 6 ]                  |
| PopMatters               | 6/10                   |
| Rolling Stone            | [ 8 ]                  |
| Stylus Magazine          | C                      |
| Sputnikmusic             | [ 10 ]                 |
| USA Today                | [ 11 ]                 |
9. Vicinity of Obscenity – 2:51
10. She's Like Heroin – 2:44
11. Lonely Day – 2:47
12. Soldier Side – 3:40

## Videoclips
1. Hypnotize
2. Lonely Day
3. Soldier Side

## Crèdits
- Daron Malakian- guitarra, veus de fons
- Serj Tankian - cantant, teclats
- Shavo Odadjian - baix
- John Dolmayan - bateria
- Vartan Malakian - Disseny artístic
- Rick Rubin i Daron Malakian - productors
- Andy Wallace - mescles
- Gravat a The Mansion, Laurel Canyon, Los Angeles, Califòrnia i a la Akademie Mathematique of Philisophical Sound Research, Los Angeles, Califòrnia.
- Mesclat a Enterprise Studios Burbank, Califòrnia i als Soundtrack Studios de Nova York.

## Recepció
Hypnotize va rebre crítiques generalment positives. Va obrir al número u del Billboard 200, amb 320.000 còpies venudes en la primera setmana. L'àlbum també va debutar al número u de la llista d'àlbums canadenca, venent 47.000 còpies en la primera setmana. L'àlbum va ser certificat com a disc d'or i platí per la RIAA el 13 de desembre de 2005.  Des del seu llançament, Hypnotize ha venut 8 milions de còpies a tot el món.